# Martin Hahn (Politiker)
Martin Hahn (* 13. Oktober 1963 in Stockach) ist ein deutscher Politiker (Bündnis 90/Die Grünen). Seit 2011 ist er Abgeordneter im Landtag von Baden-Württemberg.

## Ausbildung und Beruf
Martin Hahn besuchte die Grundschule und die Realschule in Stockach bis zur Mittleren Reife 1980, absolvierte anschließend eine landwirtschaftliche Ausbildung und wurde 1986 Landwirtschaftsmeister. Er betreibt den Helchenhof in Bonndorf, einem Ortsteil von Überlingen, nach den Demeter-Richtlinien für den ökologischen Landbau.

## Politische Tätigkeit
Martin Hahn trat 1983 in die Freie Grüne Liste Überlingen ein. Von 1989 bis 1991 gehörte er dem baden-württembergischen Landesvorstand der Grünen an. Bei der Bundestagswahl 1994 kandidierte er im Wahlkreis Ravensburg–Bodensee, wobei er den Einzug in den Bundestag verfehlte. In den Kreistag des Bodenseekreises wurde er erstmals 2004 gewählt und war dort von 2009 bis 2011 Fraktionsvorsitzender der Grünen. Bei der Landtagswahl in Baden-Württemberg 2006 trat er zum ersten Mal als Landtagskandidat im Landtagswahlkreis Bodensee an und verfehlte den Einzug in den Landtag. Bei seiner zweiten Kandidatur bei der Landtagswahl 2011 wurde er über ein Zweitmandat in den Landtag gewählt. Bei der Landtagswahl 2016 errang er das Erstmandat in seinem Wahlkreis. Bei der Landtagswahl 2021 konnte er sein Direktmandat mit 36,8 Prozent der Stimmen verteidigen.
Hahn kandidierte 2024 bei der Oberbürgermeisterwahl in Überlingen. Am 1. Dezember 2024 unterlag er in einer Stichwahl mit 49,4 Prozent der Stimmen Amtsinhaber Jan Zeitler (SPD).

## Familie und Privates
Martin Hahn ist katholisch. Er hat vier Töchter. Seit 2017 ist er mit Sabine Becker verheiratet.

## Mitgliedschaften und Ehrenamt
- Bund für Umwelt und Naturschutz Deutschland e. V. (BUND)
- Naturschutzbund Deutschland e.V. (NABU)
- Badisches Landwirtschaftliches Hauptverband e. V. (BLHV)
- Arbeitsgemeinschaft bäuerliche Landwirtschaft e.V. (AbL)